# Illa Hornos
Illa Hornos (castellà: Isla Hornos) és una illa Xile situada a l'extrem sud d'Amèrica del Sud. L'illa és coneguda sobretot per ser la ubicació del cap Horn. Es considera generalment l'illa més meridional d'Amèrica del Sud, però de fet les Illes Diego Ramírez estan més al sud. L'illa és una de les Illes Hermite, part de l'arxipèlag de la Terra del Foc.
L'armada xilena manté una estació a l'illa, que consisteix en una residència, un edifici d'equipaments, una capella i un far. A poca distància de l'estació principal hi ha un monument commemoratiu, incloent-hi una gran escultura amb la silueta d'un albatros, en honor dels navegants que van morir mentre intentaven "guanyar el Cape Hoorn".
L'illa es troba dins del parc nacional del Cap Horn.

## Geologia
La composició de l'illa és principalment de granit del Cretàcic amb roca volcànica del Juràssic al nord-oest. Les zones més baixes de l'illa estan plenes de torba.

## Clima
- Temperatura mitjana: 5,3 ° C

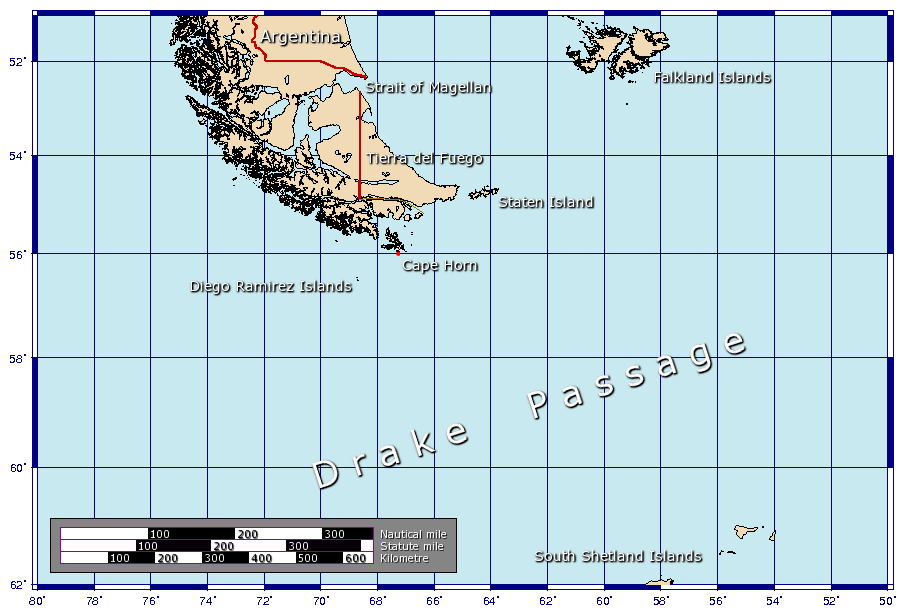
L'extrem austral de Sud-amèrica, incloent el cap d'Hornos, el passatge de Drake i les illes Shetland del Sud.

- Temperatura màxima: 20,5 ° C (febrer 1996)
- Temperatura mínima: -14,5 ° C (juny de 1992)
- Humitat relativa mitjana: 86,4%
- Direcció mitjana del vent : 264 °
- Velocitat mitjana del vent: 84 nusos
- Velocitat màxima del vent: 119 nusos (agost de 1995)
- Precipitació (mitjana anual): 697,5 mm.
- Precipitació màxima: 1263,2 (1990)